# Kolozsváros olyan város
A Kolozsváros olyan város kezdetű magyar népdalt Bartók Béla gyűjtötte a Csík vármegyei Vacsárcsiban 1907-ben.
Feldolgozás:
| Szerző        | Mire                                       | Mű                                                  | Előadás |
| ------------- | ------------------------------------------ | --------------------------------------------------- | ------- |
| Kodály Zoltán | ének, zongora                              | Pianoforte II. 31. dal                              |         |
| Halmos László | ének, zongora                              | Pianoforte IV. 8. dal                               |         |
| Kassai Mária  | zongora                                    | Zongoraiskola I., 106. darab                        | [ 1 ]   |
| Dohnányi Ernő | a) zongora b) zenekar c) hegedű és zongora | Ruralia Hungarica(en), Op. 32. Presto, ma non tanto | [ 2 ]   |
| Ludvig József | ének, gitárakkordok                        | Kis kacsa fürdik…, 20. oldal                        |         |

## Kotta és dallam
| Kolozsváros olyan város, a kapuja kilenc záros, abban lakik egy mészáros, kinek neve Virág János. | Kordován csizma lábába, Sárga sarkantyú van rajta. Összeveri legénymódra, Hull a csokros szegfű róla. | Kapum előtt összeveri, Víg szívemet keseríti. Kapum előtt ne veregesd, Víg szívemet ne kesergesd. |

## Felvételek
- Kolozsváros olyan város. Csóka Anita  YouTube (2015. március 19.)  (Hozzáférés: 2016. május 17.) (audió)
- Kolozs város olyan város. A Kolozsvári református kollégium vegyeskara. Vezényel Dr. Székely Árpád  YouTube (2012. május 2.)  (Hozzáférés: 2016. május 17.) (videó)
- Kolozsváros olyan város. Ovitévé (2012. szeptember 25.)  (Hozzáférés: 2016. május 17.) (videó)
- Kolozsváros olyan város. YouTube (2014. december 6.)  (Hozzáférés: 2016. május 17.) (audió) orgona
- Kolozsváros olyan város. YouTube (2012. április 4.)  (Hozzáférés: 2016. május 17.) (audió) csárdás